# Tom Henning Øvrebø
Tom Henning Øvrebø (Oslo, 26 giugno 1966) è un ex arbitro di calcio norvegese.

## Carriera
Di professione psicologo, ha arbitrato più di 200 incontri del Campionato di calcio norvegese, il primo il 20 settembre 1992. Dal 1994 è arbitro internazionale. In Norvegia ha vinto per ben cinque volte il premio come miglior arbitro della stagione (2001-2002-2003-2005-2006), giocandosi questo primato con il più anziano connazionale Terje Hauge.
Nel 2001 debutta in Coppa dei Campioni dirigendo Nantes-Galatasaray. L'anno successivo arriva il primo importante riconoscimento all'estero, con la assegnazione a lui della finale del Campionato europeo di calcio Under-21 2002 a Basilea tra Francia e Repubblica Ceca.
Rimasto un po' in ombra negli anni seguenti, in virtù dell'alta considerazione che era riservata all'altro arbitro norvegese Hauge, riesce, poco a poco, a ritagliarsi uno spazio, arbitrando per tre anni di seguito nelle semifinali di Coppa UEFA (nel 2006 Schalke 04-Siviglia, nel 2007 Espanyol-Werder Brema e nel 2008 Zenit San Pietroburgo-Bayern Monaco). Nel 2008, sempre in Coppa dei Campioni, ha arbitrato diverse volte le squadre italiane, come l'ottavo di finale Inter-Liverpool e il quarto di finale Manchester United-Roma.
L'UEFA lo ha designato come arbitro per il Campionato europeo di calcio 2008, in cui ha diretto Germania-Polonia, valida per il primo turno del gruppo B, e successivamente Italia-Romania, valida per il secondo turno del gruppo C. Nell'ottobre 2009 giunge la convocazione per dirigere al Mondiale Under 17 in Nigeria. Era l'unico arbitro norvegese inserito nella lista dei 38 pre-selezionati rimasti in corsa per i mondiali 2010 in Sudafrica, ma è stato scartato nel taglio finale.

### Critiche
Al campionato europeo di calcio 2008, durante Italia-Romania, annullò – su erronea segnalazione di fuorigioco da parte dell'assistente norvegese Jan Petter Randen – una rete realizzata da Luca Toni nel primo tempo, suscitando le critiche della delegazione italiana; nella stessa partita, concesse un calcio di rigore alla nazionale balcanica per un dubbio fallo su Adrian Mutu, poi parato dal portiere azzurro Gianluigi Buffon. Lo stesso Øvrebø il giorno successivo ammise l'errore e fu poi sospeso dall'UEFA per il prosieguo del torneo.
Il 6 maggio 2009 ha arbitrato la semifinale di ritorno di Champions League Chelsea-Barcellona, finita 1-1 con gol qualificazione di Andrés Iniesta nei minuti di recupero. Nell'occasione Øvrebø è stato criticato per non aver concesso due possibili penalty ai londinesi oltreché per aver espulso Éric Abidal a causa di un fallo da ultimo uomo – in realtà mai commesso – su Nicolas Anelka; subito dopo il fischio finale ci furono numerose proteste in campo di Michael Ballack e soprattutto di Didier Drogba, che cercò di aggredire l'arbitro ma fu fermato dai compagni di squadra, dall'allenatore Guus Hiddink e dagli steward dello stadio.
Il 17 febbraio 2010 arbitrò l'andata degli ottavi di finale di Coppa dei Campioni Bayern Monaco-Fiorentina. La vittoria per 2-1 dei bavaresi fu condizionata dall'arbitraggio giudicato pienamente insufficiente dalla stampa italiana e internazionale, indignando gli stessi giornalisti tedeschi, per una espulsione di Massimo Gobbi giudicata eccessiva, per un mancato cartellino rosso a Miroslav Klose dopo una brutta entrata su Felipe e soprattutto, all'89º minuto, per aver convalidato un gol irregolare dello stesso Klose con la complicità dell'assistente Dag-Roger Nebben, che non segnalò il fuorigioco dell'attaccante tedesco: lo stesso fischietto norvegese riconobbe poi l'errore di valutazione.
Il 21 maggio 2010 si apprende della sua volontà di ritirarsi da internazionale (con un anno di anticipo rispetto alla classica soglia dei 45 anni), continuando però ad arbitrare in patria. Il 12 ottobre 2013, annuncia la volontà di ritirarsi definitivamente, anche a causa di un infortunio al ginocchio.